# Cerococcus alluaudi
Cerococcus alluaudi är en insektsart som först beskrevs av Élie Marchal 1904.  Cerococcus alluaudi ingår i släktet Cerococcus och familjen Cerococcidae.
Artens utbredningsområde är Madagaskar. Inga underarter finns listade i Catalogue of Life.